# Rachel Kleine
Rachel Kleine (Enschede, 8 december 2001) is een voetbalspeelster uit Nederland. Ze speelt als verdediger voor De Graafschap in de Vrouwen Eerste divisie.

## Clubcarrière
Kleine begon bij het beloftenteam van FC Twente.
Na drie jaar in het beloftenteam te zijn uitgekomen was Kleine toe aan een nieuwe uitdaging en die vond ze mede dankzij oud-ploeggenoot Anne Bhagerath bij Excelsior. Sinds het seizoen 2021/22 komt Kleine als verdediger uit voor de Rotterdamse club in de Vrouwen Eredivisie. Kleine maakte haar debuut in de Vrouwen Eredivisie op 12 september 2022 in een thuiswedstrijd tegen PSV door in de basis te starten. Op 24 april 2022 maakte ze haar eerste doelpunt in de Vrouwen Eredivisie in een thuiswedstrijd tegen Ajax.
Op 19 juni 2023 tekende ze een nieuwe verbintenis tot 2024. Het seizoen 2023/24 was het laatste seizoen van Kleine bij Excelsior. De Rotterdamse club maakte op 13 mei 2024 bekend dat Kleine haar contract niet verlengde, omdat ze graag dichter bij haar geboortestad Enschede wil kunnen voetballen. Tien dagen later vond Kleine in het nieuw opgerichte De Graafschap haar nieuwe werkgever. Met deze club komt Kleine uit in Vrouwen Eerste divisie. In de voorjaarscompetitie wist Kleine met de Superboerinnen promotie naar divisie A af te dwingen. In mei 2025 verlengde ze haar contract in Doetinchem met een jaar.

## Statistieken
| Seizoen | Club                | Competitie             | Competitie | Competitie | Beker | Beker | Overig | Overig | Totaal | Totaal |
| Seizoen | Club                | Competitie             | Wed.       | Dlp.       | Wed.  | Dlp.  | Wed.   | Dlp.   | Wed.   | Dlp.   |
| ------- | ------------------- | ---------------------- | ---------- | ---------- | ----- | ----- | ------ | ------ | ------ | ------ |
| 2021/22 | Excelsior Rotterdam | Eredivisie             | 21         | 1          | 3     | 0     | 0      | 0      | 24     | 1      |
| 2022/23 | Excelsior Rotterdam | Eredivisie             | 19         | 1          | 2     | 0     | 0      | 0      | 21     | 1      |
| 2023/24 | Excelsior Rotterdam | Eredivisie             | 16         | 1          | 2     | 0     | 0      | 0      | 18     | 1      |
| 2024/25 | De Graafschap       | Vrouwen Eerste divisie | 18         | 2          | 1     | 0     | 0      | 0      | 19     | 2      |
| Totaal  | Totaal              | Totaal                 | 85         | 5          | 7     | 0     | 0      | 0      | 92     | 5      |

Bijgewerkt t/m 27 mei 2025.
1 Kers ·
2 Mulder ·
3 Kleine ·
4 Jansen ·
5 Hakkers ·
6 Van Engen ·
7 Visser ·
8 Hubert ·
9 Roddenhof ·
10 Masseling ·
11 Zeijseink ·
12 Wagenmans ·
14 Joseph ·
15 Bolder ·
16 L. Alkema ·
17 Tijink ·
18 Klees ·
19 Geltink ·
20 Reijenga ·
21 Verheij ·
22 Joosten ·
23 Hubers ·
24 Reisner ·
25 Rothman ·
27 T. Alkema ·
31 Snippe ·
Coach: Kleinhesselink